# ソユーズTMA-5

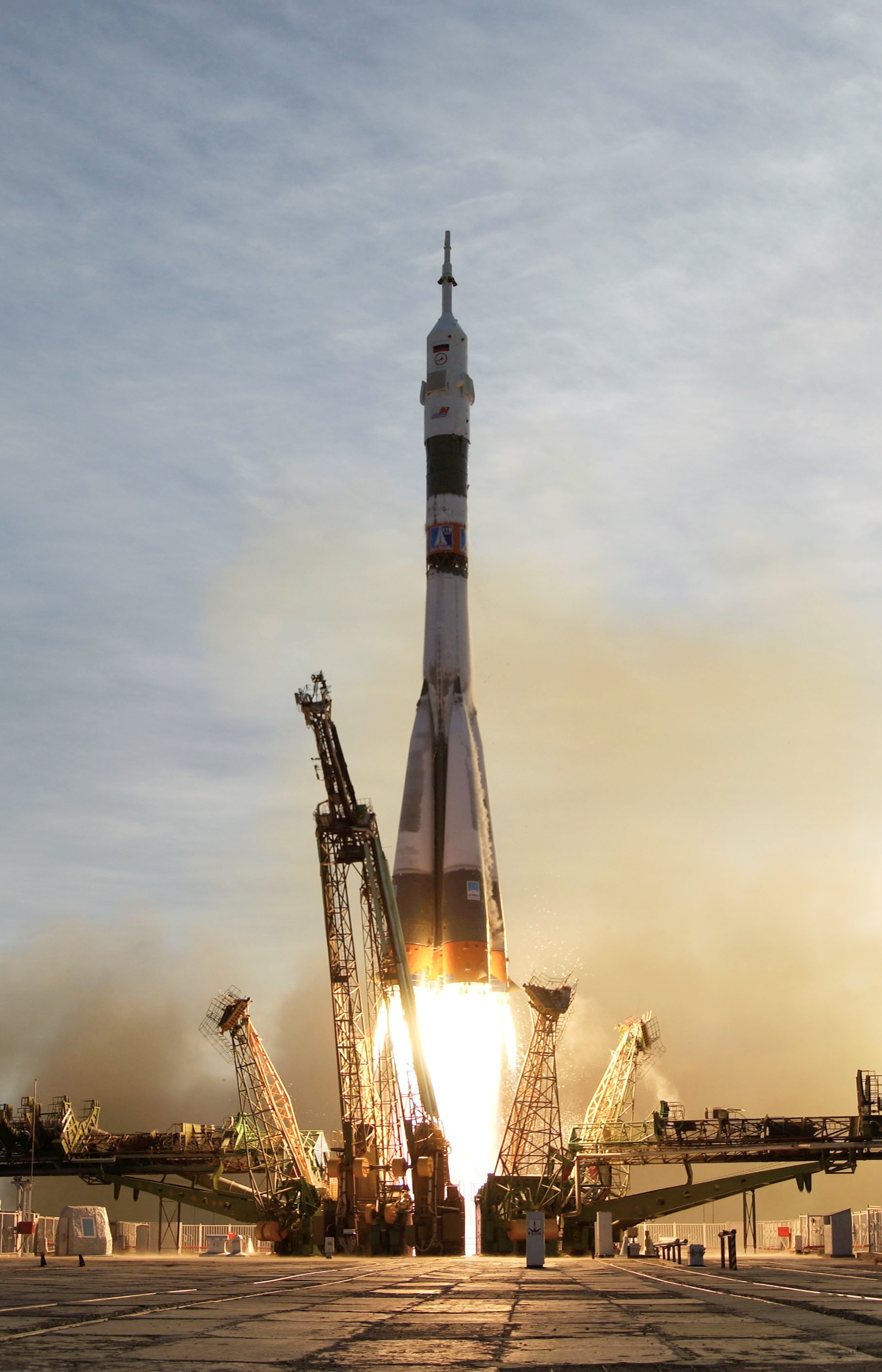
ソユーズTMA-5の打ち上げ

ソユーズTMA-5 (Союз ТМА-5 / Soyuz TMA-5) は、国際宇宙ステーション (ISS) への往来を目的としたソユーズのミッション。コールサインは「ティン・シャン（天山）」。ソユーズFGによって打ち上げられた。

## 乗組員

### 打上げ時
- ユーリ・シャーギン (1) -  ロシア

#### ISS第10次長期滞在クルー
- サリザン・シャリポフ (2) -  ロシア
- リロイ・チャオ (4) -  アメリカ合衆国

### 帰還時
- サリザン・シャリポフ (2) -  ロシア
- リロイ・チャオ (4) -  アメリカ合衆国
- ロベルト・ヴィットーリ (2) -  イタリア（欧州宇宙機関）

## ISSとのドッキング
- 結合 2004年10月16日 04:16 UTC（ピアース）
- 分離 2004年11月29日 09:29 UTC
- 結合 2004年11月29日 09:53 UTC（ザーリャ）
- 分離 2005年4月24日 18:44 UTC

## ミッションハイライト
国際宇宙ステーション関連で25回目の有人宇宙飛行となった。
ソユーズTMA-5は、ソユーズによって2004年10月14日にバイコヌール宇宙基地より打ち上げられた。
国際宇宙ステーション第10次長期滞在クルーのサリザン・シャリポフとリロイ・チャオは、第9次長期滞在クルーのゲンナジー・パダルカ、マイケル・フィンクと交代した。
第10次長期滞在の打ち上げは、当初予定されていた10月9日から延期された。飛行前のテストで、分離ボルトが偶然作動してしまい、損傷の修復に時間がかかったためである。
自動接近システムによる接近の速度が速すぎたため、ランデヴーは手動で行われた。また、バッテリーの節約のため、ドッキング解除も手動で行われた。
193日の宇宙滞在の後、第10次長期滞在のクルーはカザフスタンに着陸した。